# Persone di cognome Palmieri
| Questa pagina contiene informazioni ricavate automaticamente dalle voci biografiche con l'ausilio del template Bio e di un bot. L'aggiornamento è periodico e automatico e ricostruisce completamente la pagina. Se manca una persona in questa lista, sei pregato di non aggiungerla, ma accertati piuttosto che la sua voce biografica contenga il template Bio e che i dati anagrafici siano correttamente compilati. Se il template Bio manca, inseriscilo tu stesso o, in alternativa, metti l'avviso {{tmp\|Bio}} che ne segnala la mancanza. Se i dati riportati sono sbagliati, correggi direttamente la voce biografica; le modifiche saranno visibili in questa lista entro pochi giorni. Per chiarimenti vedi il progetto biografie. La lista contiene solo le 44 persone che sono citate nell'enciclopedia e per le quali è stato implementato correttamente il template Bio. Pagina aggiornata al 3 nov 2022. |

Questa è una lista di persone presenti nell'enciclopedia che hanno il cognome Palmieri, suddivise per attività principale.

## Arcivescovi cattolici(1)
- Gianpiero Palmieri, arcivescovo cattolico italiano (Taranto, n.1966)

## Attori(2)
- Sandro Palmieri, attore italiano (Diano Marina, n.1963 - Prato, † 2008)
- Sandro Palmieri, attore italiano

## Calciatori(3)
- Ermanno Palmieri, calciatore italiano (Civitavecchia, n.1921 - Roma, † 1982)
- Julian Palmieri, calciatore francese (Lione, n.1986)
- Pietro Palmieri, calciatore italiano (Monte San Pietro, n.1895 - Bologna)

## Cardinali(1)
- Andrea Matteo Palmieri, cardinale e arcivescovo cattolico italiano (Napoli, n.1493 - Roma, † 1537)

## Cavalieri medievali(1)
- Bartolo Palmieri da Cascina, cavaliere medievale italiano (Cascina)

## Cestisti(1)
- Giuseppe Palmieri, cestista, allenatore di pallacanestro e altista italiano (Trani, n.1902 - Bologna, † 1989)

## Compositori(1)
- Emiliano Palmieri, compositore italiano (Roma, n.1975)

## Conduttori radiofonici(1)
- Pippo Palmieri, conduttore radiofonico e disc jockey italiano (Milano, n.1969)

## Conduttori televisivi(1)
- Nina Palmieri, conduttrice televisiva e giornalista italiana (Avezzano, n.1976)

## Dirigenti sportivi(1)
- Francesco Palmieri, dirigente sportivo e ex calciatore italiano (Bari, n.1967)

## Economisti(1)
- Giuseppe Palmieri, economista italiano (Martignano, n.1721 - Napoli, † 1793)

## Fisici(1)
- Luigi Palmieri, fisico e politico italiano (Faicchio, n.1807 - Pompei, † 1896)

## Fotografi(1)
- Firmino Palmieri, fotografo italiano (Roma, n.1939 - Roma, † 1980)

## Giornalisti(2)
- Eugenio Ferdinando Palmieri, giornalista, poeta e drammaturgo italiano (Vicenza, n.1903 - Bologna, † 1968)
- Fulvio Palmieri, giornalista, scrittore e sceneggiatore italiano (Roma, n.1903 - Lacco Ameno, † 1966)

## Golfisti(1)
- Stefano Palmieri, golfista italiano (Piombino, n.1972)

## Hockeisti su ghiaccio(1)
- Nick Palmieri, hockeista su ghiaccio statunitense (Utica, n.1989)

## Imprenditori(1)
- Nicola Palmieri, imprenditore, youtuber e scrittore italiano (Termoli, n.1984)

## Martellisti(1)
- Elisa Palmieri, martellista italiana (Siena, n.1983)

## Medici(1)
- Vincenzo Mario Palmieri, medico e politico italiano (Brescia, n.1899 - Napoli, † 1994)

## Militari(3)
- Costantino Palmieri, militare italiano (Leonessa, n.1894 - Monte San Marco, † 1916)
- Giovanni Palmieri, militare italiano (San Severo, n.1922 - Tobruk, † 1941)
- Matteo Palmieri, militare italiano (San Nicandro Garganico, n.1889 - Foggia, † 1965)

## Multiplisti(1)
- Riccardo Palmieri, ex multiplista italiano (Fermo, n.1985)

## Musicisti(1)
- Ethan Kath, musicista, produttore discografico e compositore canadese (n.1977)

## Pallanuotisti(1)
- Valeria Palmieri, pallanuotista italiana (Aci Catena, n.1993)

## Partigiani(1)
- Giovanni Palmieri, partigiano e antifascista italiano (Bologna, n.1921 - Cà di Guzzo, † 1944)

## Pianisti(1)
- Eddie Palmieri, pianista e compositore statunitense (New York, n.1936 - † 2025)

## Pittori(1)
- Giuseppe Palmieri, pittore italiano (Genova, n.1674 - Genova, † 1740)

## Politici(3)
- Antonio Palmieri, politico italiano (Milano, n.1961)
- Ermenegildo Palmieri, politico e sindacalista italiano (Frosinone, n.1931 - Vicenza, † 2018)
- Stefano Palmieri, politico sammarinese (Serravalle, n.1964)

## Registi cinematografici(1)
- Vito Palmieri, regista cinematografico italiano (Bitonto, n.1978)

## Registi teatrali(1)
- Franco Palmieri, regista teatrale e attore italiano (Forlì, n.1955)

## Scrittori(1)
- Franco Palmieri, scrittore e giornalista italiano (Caserta, n.1936)

## Tennisti(1)
- Giovanni Palmieri, tennista italiano (Roma, n.1906 - Bologna, † 1982)

## Umanisti(1)
- Matteo Palmieri, umanista e politico italiano (Firenze, n.1406 - Firenze, † 1475)

## Vescovi cattolici(4)
- Cristoforo Palmieri, vescovo cattolico italiano (Bitonto, n.1939)
- Cristoforo Palmieri, vescovo cattolico italiano (Siena - Pitigliano, † 1739)
- Davide Cocco Palmieri, vescovo cattolico italiano (Pesche, n.1632 - Malta, † 1711)
- Michele Palmieri, vescovo cattolico italiano (Monopoli, n.1757 - Monopoli, † 1842)